# Sayed Perwiz Kambakhsh
Sayed Perwiz Kambakhsh es un periodista afgano del periódico Jahan-e Naw ("El Nuevo Mundo"), que fue condenado a muerte el 22 de enero de 2008 en un juicio a puerta cerrada por blasfemo.
Sayed se bajó de internet unos artículos sobre unos suras machistas del Corán y los distribuyó para discutirlos en clase. El 18 de enero, el presidente del Parlamento Europeo (Hans-Gert Pöttering) pidió a las autoridades afganas que lo pusieran en libertad.
Según Rahimullah Samandar, presidente de la Asociación de Periodistas Independientes de Afganistán (AIJA), la detención del periodista está relacionada con algunos "artículos críticos" escritos por su hermano, el periodista Sayed Yaqub Ibrahimi.